# 崇武戰役
崇武戰役是1652年郑成功率领南明军队與清朝军队在泉州崇武附近海域對抗的一场战斗，鄭軍獲勝。

## 经过
郑成功率领南明军队取得江东桥大捷的胜利、收复长泰之后，随即挥师进攻漳州。永曆六年（1652年）四月，清军为解漳州之围，派出数百艘船只组成的海军侵犯厦门，企图施行围魏救赵之计。郑成功派部下陈辉、周瑞等人率领百余艘战舰在海上迎击，而在浙江沿海抗清失利的定西侯张名振不久前率领所部明军投靠郑成功，此时也加入海战。明清双方舰队在崇武附近海域展开激战，明军大败清军，清军丢弃船只上岸狼狈逃跑。此役明军夺得清军船只五百余艘，粮船一百余艘，取得了崇武戰役的胜利。

## 影响
崇武戰役给予清朝东南海军毁灭性的打击，从此以后，清朝海军再也无力在海上对抗明郑海军了。